# فندرسميث
فندرسميث هو شخص ينظف ويصلح مصدات المواقد المعدنية في القصور أو العقارات أو القلاع. في هذه المهنة القديمة، عادة ما يكون مسؤولاً أيضًا عن الإضاءة والحفاظ على النار داخل المدفأة. يوجد اليوم عدد قليل من الذين يعملون في هذه المهنة، ولكن يمكن العثور عليهم في أماكن مثل قصر وندسور وقصر بكنغهام.
توجد لحن مزمار القربة بعنوان "Salute to Willie the Royal Fendersmith". قيل أن هذا كتبه بي إم جيمس بانكس ليكرم لويلي ، الأخ الأكبر لجيمس وأليكس بانكس.